# 普門寺 (恵那市)
普門寺（ふもんじ）は、岐阜県恵那市山岡町下手向にある曹洞宗の寺院。山号は龍雲山。恵那三十三観音霊場二十番札所。

## 歴史
寺伝によれば、開山は田翁奭公首座で、慶長10年（1605年）に没したと伝わるので、開創の年は、それ以前と考えられる。
当時は小規模な庵か辻堂程度の規模であったと思われる。
田翁奭公の後を継いだ快翁慶誾首座は、承応3年(1654年)に没した。
禅岩玄悦は、久保原村の浅野家の次男で、在任中に客殿(本殿)や山門を建立して伽藍が整ったが、田代村の留守ヶ洞へ隠居して、元禄10年(1697年)に没した。
禅岩玄悦の隠居後は、一斧鈯宣・和光拈調と続いたが、和光拈調が、いづこかへ去ったため、その後は無住の状態が続いた。
宝永4年（1707年）、馬場山田村の盛久寺六世快信祖慶の法嗣、大牛光は、この様子を悲しんで入山し中興した。
大牛光は、既に没していたが尊崇していた盛久寺二世の石室善玖(全玖)を開山とし、盛久寺七世の雲原岩亮を一世として、自らは二世と称して諸堂を修繕し大小の鐘を新鋳し、寺は法地に格上して、名実ともに中興の業を成し遂げた。
しかし開基については別説もある。
盛久寺の寺史「太源一滴水」には、寛永3年(1626年)に石室善玖(全玖)が普門寺を創立し、自ら開山と称し、寺務は普門寺の二世に執らせたと言うものである。
宝暦7年（1757年）、四世の霊堂栄(国栄和尚)が、山門を再建。寺子の教育にあたった。
明和3年(1766年)3月に、霊堂栄(国栄和尚)は東原薬師堂へ隠棲し、鰲蕚巴山が普門寺の五世として入山したものの、同年8月には三河の龍岳院に移ったため、天堂階(卍階和尚)が六世となり普門寺に入山した。
天堂階(卍階和尚)は、明和4年(1767年)衆寮を建立。安永2年(1773年)庫裡を再建。その後、土蔵・長屋・裏門などを造立して面目を一新した。
天明8年(1788年)、大観舟(如水和尚)が普門寺に入門し七世となり、寛政6年(1794年)、春本堂を再建した。
「釜屋年代記」によれば、文化2年(1805年)に建立講を始め、文化3年(1806年)完成とある。
文政5年(1822年)、孤岸舟(喚舟和尚)が普門寺に入山し九世となった。文政8年(1825年)には庫裡を再建。天保3年(1832年)に宝蔵を建立。
天保7年(1836年)、孤岸舟(喚舟和尚)が没し、湖海舟が普門寺に入山し十世となった。寺子の教育に力を入れた。墓石は寺子の寄進である。
境内には弓道場が設けられているほか、恵那市の天然記念物となっているヒトツバタゴの老樹がある。